# Леннарт Поттерінг
Леннарт Поттерінг (нім. Lennart Poettering) — німецький програміст. Відомий як розробник вільного програмного забезпечення PulseAudio, Avahi і systemd.
Починаючи з 2003 року, брав участь у більш ніж в 40 проєктах. В даний час працює у Red Hat, є провідним розробником systemd.
Леннарт захоплюється фотографією, матеріал для хобі дають численні поїздки на конференції.
У 2017 році за відмову від виправлення вразливості в системі ініціалізації systemd, що пізніше отримала індекс CVE-2017-1000082, Леннарт Поттерінг удостоївся премії Pwnie Awards 2017 в номінації «Найбільш дурнувата реакція розробника».